# Atractus serranus
Espèce
Atractus serranus est une espèce de serpents de la famille des Dipsadidae.

## Répartition
Cette espèce est endémique de l'État de São Paulo au Brésil.

## Publication originale
- Amaral, 1930 : A new Brazilian Snake. Bulletin of the Antivenin Institute of America, vol. 4, p. 65.